# Palpares astarte
Palpares astarte är en insektsart som beskrevs av Banks 1913. Palpares astarte ingår i släktet Palpares och familjen myrlejonsländor. Inga underarter finns listade i Catalogue of Life.